# アヴァロンの鍵
アヴァロンの鍵（アヴァロンのかぎ）は、2003年にヒットメーカーが開発しセガより発売された、トレーディングカードを使用するアーケードゲーム。TRIFORCE基板が使用されている。

## 概要
現在は完全に一つのスタイルとして確立されている、「トレーディングカード使用型アーケードゲーム」の先駆けのひとつである。
ゲームシステムは対戦型トレーディングカードゲームと双六を足したような物で、カルドセプトに近い（ルールは後述）。店舗間の通信対戦機能は搭載されておらず、店内のプレイヤー同士が最大4人まで同時に対戦を行う。ゲームバランスの調整は、カルドセプトと同じく猿楽庁が担当。
プレイヤーは、キャラクター情報が記録されるICカードと、30枚までのプレイカードで構成されたデッキを使用してゲームを行う。筐体に読み込ませたデッキはそのままゲーム中で使用する手札となる。また、ゲーム終了後には筐体から新たなプレイカードが排出され、プレイヤーはこれにより自身のデッキを強化しながらプレイを重ねていくこととなる。カードに刷られたイラストのクオリティーも高く、ゲーム性・コレクション性の両面から高い人気を集め、1セットで1000万円近い筐体であったにもかかわらず大ヒットとなった。
しかし、各個人のカード資産が大きく影響するシステム（特に、ロケテストではアンコモンながら製品版ではスーパーレアに変更された「かすめ取り」やロケテストではスターターに封入されていたが製品版では排出専用となった「イカロスウイング」などによる初期格差と、それによるトレード弊害）や、一部の心ないプレイヤーによる初心者狩り（例えば、「蟻デッキ」に代表されるハメ技的なプレーや、「梅田コンボ」と呼ばれる、妨害カードを大量に積んだロックデッキによる嫌がらせプレー）の横行などにより、ブームは長期的なものとはならなかった。運営面においても、発売当時としては全く新しいタイプのゲームであったことから、高い維持費や設置面積の大きさ、メンテナンス性（特にデッキリーダーの構造）が洗練されていない点などが災いした。
末期はQuest of Dや三国志大戦など通信機能を持つ後続作品の登場により既に人気は下火となっていたと同時に、新カードのリリースも終了が発表されている（最終エクスパンションのカード供給は2009年3月31日まで継続されていた）。月刊アルカディアのインタビュー記事によれば、通信機能の搭載も技術的には十分可能とのことではあったが、結局実現には至らなかった。その一方で、プレイ料金の値下げを行っている店舗も見られること、また中古プレイカードの市場も低価格に落ち着いていることから、ベテランプレイヤーが気軽に楽しんでいる傍ら、新規プレイヤーも未だにわずかながら誕生している模様である。筐体の修理サポートは2017年3月31日をもって終了した。
なお、カードリリース終了発表と同時期に、本作をアナログのボードゲームとしても遊べるようにするためのキットが発売された（下記#グッズを参照）。マップ、駒、手札ホルダーなどがセットになっており、特に手札ホルダーは、相手には原作同様にカード属性だけが見えるような工夫が凝らされている。

## バージョンアップ概要
ロケテスト版
2003年2月
AOUショー出展
1.00 稼動開始
2003年7月
カード100枚
1.01
2003年10月
一部カードの効果修正。戦闘時の奪取・喪失ライフ数の上限の引き下げ（奪取:5→4、喪失:6→5）
1.10
2003年12月
魔導競技会モード追加
1.20 新たなる召喚 (SUMMON THE NEW MONSTERS)
2004年4月
新カード52枚追加。初心者モード追加。避け・即死無効、タイムコスト等の追加。奪取・喪失ライフ数の調整(奪取:4→3、喪失:5→4)。高学位争奪戦で奪取する証の数の調整。一部カードの効果修正。獲得できる証の数の上限を引き上げ(9999→20000)。
1.30 混沌の宴 (CHAOTIC SABBAT)
2004年7月
新カード35枚追加。
2.0（弐） 秩序と戒律 (EUTAXY COMMANDMENT)
2004年11月
新カード61枚追加。大半の既存カードの攻撃値・耐久値・移動値、効果を修正。アヴァロンより上の学位を設定し、称号認定戦発生。マップ全面改訂。一人プレイモード・課題モード追加。獲得できる証の数の上限を引き上げ(20000→60000)。
2.5 鍵聖戦 (WAR OF THE KEY)
2005年8月
新カード47枚追加。新レアリティ概念の「レジェンド」登場。前回のバージョンアップで設定された学位より上位の学位を設定。称号認定戦で他者から奪取できる認定戦用証の数の変更。タイムコストの修正。
注：バージョン番号のうち1.00は便宜的につけたもので、公式なものではない。

## 筐体概要
「アヴァロンの鍵」の筐体はセンターモニターと4台のサテライトからなる。センターモニターにはゲーム全体の状態（プレイヤーの位置やモンスターの配置状況）が表示される他、戦闘時にはその模様が表示される。
クライアントには2つのカードリーダーとタッチパネルになっている画面がある。2つのカードリーダーにはそれぞれ、プレイヤーのデータを保存するICカードと、ゲームで使うカードを30枚集めたデッキが入る。カードの上辺に特殊な印刷が施されており、デッキリーダーはこれによりカードを識別する。
また、これらの機器とは別にスターターパック・ICカード・カードスリーブの販売機が設置されている。

## カードの種類
本作ではプレイデータを保存するICカードと、6種類のカードを用いる。
カードは以下に分類される。
モンスターカード
移動を行ったり、戦闘したりするモンスターのカード。各モンスターは以下のようなパラメータが設定されている。
- 属性（赤・青・黄・緑）
- 移動値・攻撃値・耐久値
- 種族（竜族、亜竜族、戦人族、邪心族、精霊族、機械族、植物族、巨人族、珍獣族、海洋族、昆虫族）
- 特殊能力（戦闘時、移動時、配置時など）

戦闘支援カード
戦闘の際に一枚だけ使用できる。モンスターに特殊能力を付与したり、攻撃値や耐久値を変化させたりする効果等を発揮する。
魔法カード
手札入れ替えや移動補助など、様々な特殊効果を持つ。マップ移動中に使用する。
カードは以下のレアリティが設定されており、カードイラスト面の杖・剣のアイコンで確認が出来る。基本的にレアリティの高いカードは強力な能力が付加されているが移動力が低いカードが多いため、移動力の高いコモン・アンコモンも考慮してデッキを組む必要がある。
- コモン
- アンコモン
- レア（バージョン1.20以前のカードではカード名称欄がホイル処理、以後はホイル処理はなくなった）
- ベリーレア（カードの枠がホイル処理）
- スーパーレア（カード全面がホイル処理）

## ルール
- 4人のプレイヤーの内1人が「鍵」を持つ「ホルダー」となり、他はそれを追う「チェイサー」となる。
- マップ上には赤・黄・青・緑の色の付いたマスがあり、移動の際はその色を移動できるモンスターカードを用いる。白の色の付いたマスはどのモンスターカードでも移動できる。また、どの色も移動できるモンスターカードもある。
- モンスターカードには移動値・攻撃値・耐久値が設定されており、移動値は移動に使う時に、他は戦闘時に影響する。
- 対立プレイヤーが配置したモンスターに出会ったり（遠距離戦闘）、対立プレイヤーと出会ったり（侵略戦闘）すると戦闘が発生する。戦闘時には侵略側プレイヤーがまずモンスターで攻撃し、防衛側のモンスターが生き残った場合は次いで防衛側が反撃を行う。ただし、防衛側のモンスターのみが「先制」能力を持っている場合、あるいは攻撃側のモンスターのみが「後攻」能力を持っている場合は攻撃順序が逆になる。
- 侵略側・防衛側共にモンスターが生き残った場合は防衛側の勝利となる。
- 戦闘に使用するモンスターが無い状態[4]で敵対モンスターとの戦闘が発生すると、無条件で敗北となる。
- チェイサーがホルダーとの侵略戦闘で勝利した場合、そのチェイサーが鍵を奪い新たなホルダーとなる。
- 鍵を持っている状態でマップ上にある4つのほこらの内の指示されたほこらに到着すれば「証」を獲得できる。証を3回獲得すると自動的に「賢者の城」に移動し、そのゲームの勝者となる。勝者が決定する、あるいは一定ターン経過するとマップが変更される。ただし、Ver. 2以降では、勝者が決定しただけでは証の数はクリアされなくなった。

## プレイモード
通常モード
対人戦ができるモード
自分と他人の学位に応じて、高学位争奪戦・称号認定戦が発生することがある
1人用モード
他の3人はCPUが担当する
通常モードで得られる証の約3分の2しか獲得できない
8学年以降はプレイ内容により、何かの分野のレベルがSまたはAからEで認定される（認定されたレベルは降格しない。また、1プレイで複数の分野でレベルが認定されることもある。）
すべての分野でレベルSに認定されるとディアドラ校長から特別な言葉をかけてもらえる
課題モード
7学年以下のみでプレイ可能
学位ごとに決められた5個の課題の中から1つが提示され、課題をクリアすると課題の難易度に応じた証が入手できる
魔導競技会モード
賢者の城を目指してプレイする時間制限モード
レギュレーションは店舗側で設定するが、制限時間、CPUの学位（ランダムも可）、レアリティR以上の使用枚数（0〜10、制限なし）が設定可能である
ターン数の制限はないが、ライフが0になると移動させられ、自分の配置モンスターが消滅する

制限時間内に1名が賢者の城に到達するか制限時間を経過するかで終了
プレイ内容が点数化され、順位が決定される
1位になると特別な証が得られる
この証を持っていれば、特別な証がグレードアップしていく
2位以下であると特別な証が没収される、もしくはグレードがダウンする
上の3つのモードとは切り替えて運用されるため、なかなかプレイできない
いずれのモードにおいても初心者モードがある。総プレイ回数が10回以下の時に適用される。
初期ライフと戦闘敗北時に失われるライフに優遇措置がある。
画面上に若葉マークが表示される。

## プレイの詳細
1. ICカードを挿入しクレジットを投入する。
2. ゲームモードを選ぶ。
通常のゲームの他に、一人プレイモード、課題モード等がある。（詳しくはプレイモード参照）初心者用のチュートリアルモードもある。
3. デッキをデッキリーダーに挿入する。
デッキの枚数は30枚と決められている。ただし、同一カードは3枚以下に制限されている[6]。
4. キャラクターの作成。（初回のみ）
容姿と名前を設定する。
5. プレイする。
  1. 以前のターンの効果により、テレポート、移動が発生する場合、テレポート、移動を行う。（Ver. 2以降で発生）
  2. ターンの始めに、手札が6枚になるように補充される。山札だけでは補充しきれない[7]場合、手札以外の場所にあるカードが全て無くなり、シャッフルされた新たな山札に移行する[8]。
  3. 全ての行動はまず手札のカードを1枚選ぶことから始まる。その後、移動する際は移動先のマスを、配置する際は自分がいるマスをタッチする。
  4. 魔法を唱えたりカードを捨てたりする場合は、カードをタッチして表示される「唱える」・「捨てる」などのコマンドを選択する。
  5. 気絶していない対戦相手または対戦相手の配置したモンスターの存在するマスに移動すると戦闘予約状態になる。戦闘予約状態になるか、持ち時間が0になる、「行動終了」のコマンドを選択すると行動終了となる。全プレイヤーが行動終了になると、戦闘予約状態になった順に戦闘が発生する。
  6. 戦闘に入る際は戦闘支援カード（もしくは支援能力を持つモンスターカード）を1枚選択して使用することができる。
  7. 予定されていた戦闘が全て終了すると、ターン終了となる。
  8. ターン終了時にライフを2消費する[9]。（祠に到着した際、新たにホルダーになった際は免除される。また、鍵がマップ上に落ちているときも消費されない（1.20から導入）。）ライフはこのほか戦闘に負けた際にも減少し、戦闘に勝った時に回復する。（Ver. 2以降では、マップ上に時折出現するハートを拾うことでも回復する。）ただし、10を超えることはない。ライフが0になるとゲームオーバー。初期ライフは7となっている。
  9. ターン終了時に、手札とNEXT札（次のターンで使用可能なカードのこと）が合わせて6枚になるように補充される。山札だけでは補充しきれない場合、手札以外の場所にあるカードが全て無くなり、シャッフルされた新たな山札に移行する。
  10. コンティニュー無しで10ターン以内に「賢者の城（ルール参照）」に到達出来なかった場合もゲームオーバーとなる。
  11. ゲーム終了時に、プレイ回数分のブースターパックが払い出される。

## 途中入場・途中退場
このゲームの通常モードは最大4人で同時にプレイできるが、通常のボードゲームと違いその4人が同時に開始する必要はない。プレイしている人数が4人に満たない状態であれば、空いている席から途中入場を行うことができる（代わりにCPUプレイヤーが退場するのでゲーム中は常に4人のキャラクターが存在することになる）。途中入場を行った場合でもマップや配置されたモンスター、ライフ数、証の数はそのままで、途中入場を行ったプレイヤーは次のチェイサーターンから行動を行うことができる。
逆にライフが0になり脱落した（コンティニューをしなかった）プレイヤーが発生しても、代わりにCPUプレイヤーが入場してボード上のキャラクターの数は4人に保たれる。残ったプレイヤーはCPUを相手としてゲームを続行することになる（このときもライフ数などはそのままである）。ゲームの勝者が決定した場合も同様。
- 先に入ったプレイヤーは先にモンスターを配置することができる
- 後から入るプレイヤーは先に入ったプレイヤーのデッキを確認して対策が取れる

双方に利点はあるが、初期のバージョンでは配置モンスターが長時間ボードに残るようになっており、配置モンスター数で強くなるカードを使用すると対策が非常に難しいという点で先にプレイしていた側が有利になる傾向が高かった。バージョンアップにつれて配置モンスターの寿命を短くしたり、配置モンスターで強くなる程度を軽くする、カウンターカードを追加することで対策がとられている。
このシステムが、「対戦している」という感覚を希薄にし、カードコンプリートした者から順にゲームから離脱するようになるなど、プレイ人口を伸ばすことを阻害する要因となった。
なお、魔導競技会モードでは途中入場できない。

## 登場キャラクター
カルノ（声優／赤石直樹）
ドラゴンサマナーの血筋を受け継ぐ竜使いの少年。
ファンタジー系のキャラクターとしては王道中の王道だが、それを引き立てる幾多の竜族系モンスターが彼の位置付けをより印象深くしている。明るく元気のある、素直な好感をもてるキャラクター。
勘違いされ易いが、頭の大きな角は生えているのではなく、ドラゴンサマナーの証としての意味を持つ装飾品である。
ローザ（声優／高野直子）
伝説の秘宝「アヴァロンの鍵」に深い関わりを持つ“鷹の王国”の姫君。千年前に封印された悪魔の復活を阻止すべく、魔術師の登竜門である「魔導アカデミー」に保管されている鍵の力を求めている。
ヒロイン的位置付けのキャラクターの一人で、露出度の高いセクシーな衣装に身を包み、重い宿命とは裏腹にゲーム内ではとりわけ華に満ちた存在となっている。
ゲームプレイ中に特定条件を満たすことで、様々な髪型に変更が可能となる。
専用モーション（“鍵聖戦”以降、以下同じ）
「天使長クリオラ」での戦闘時、ローザ自身が天使長となって攻撃する。

アリューシャ（声優／田坂秀樹）
由緒正しき王国騎士の家系に生まれ育った青年。常に冷静沈着な性格でそこはかとない悲壮感を持つ。全キャラクターの中でも屈指の美形キャラで、ユーザーの人気も高い。
ゲーム内で使用できるレアモンスターカードの「ブレスト伯爵」は、怨霊と化した彼の亡き祖父である。
専用モーション
「覇王の剣」での戦闘時、通常は剣がひとりでに斬りかかるが、アリューシャが剣で斬りかかる。

コッペリア（声優／釘宮理恵）
おじいさんに作られた人形。そのおじいさんの死後、自分があと1年で人形に戻ってしまうことを知った。そのためアヴァロンの鍵の力で完全な人間になり、珍獣達と一緒にずっといたいと思い、アヴァロンの鍵がある魔導アカデミーに入学。
コッペリアは、どこかしら道化師のようにも見えるロリータチックな服装に身を包んでおり、元気さがトレードマークなキャラ。コッペリアは全キャラの中で一二を争う人気である。
ちなみに名前の由来は、バレエの「コッペリア」から来ている。
特定条件を満たす事によって帽子が変更可能。
専用モーション
「ジャンプー」での戦闘時、通常は助走し台を飛び越えて攻撃するが、コッペリアの背中を飛び越えて攻撃する。

イーノ（声優／福圓美里）
わずか5歳の頃から魔導の才能を発揮していた天才児。子供ながら魔王の召喚をいとも簡単にこなしてしまうという彼の設定は、純粋さ故の恐ろしさを表現しているとも言える。
初期段階では典型的な魔法使いの風貌だが、条件クリアにより選べる衣装のデザインが豪華になっていき、最終的には無垢な少年とは思えない禍々しい姿となる。
Ver.2では邪心族に対し「契約を結びましょう」とまで言っていた彼だが、Ver.2.5ではその恐ろしさを知ったのか、「邪心族を追い払え」と掌を返したように態度が豹変。契約を解除してしまっている。
シズマ（声優／小西克幸）
幼い頃から海で育った肉体派の青年。モンスター種族の一つ“海洋族”に属するモンスターと縁が深い。
登場人物の中では最も豪快かつ潔の良い男らしい印象で、どの衣装も装飾が派手なのに加え、常に上半身は裸。
シズマを使用しているプレイヤーは比較的少なめだが、嫌味のない言動の為か、対戦で敗北しても他のキャラクターに比べ不快感の少ない貴重なキャラクターである。
ディアドラ（声優／玉川紗己子）
大きなドレスに身を包んだ魔導アカデミーの若き校長。祠に到達した際に手に入る「証」を15,000個集めるとプレイヤーキャラとして使用可能になる。（Ver. 2より）
コンピュータ対戦時では校長の地位に恥じない強力なカードを多用してくるので、油断をしているとあっさり形勢逆転されてしまう事もある。
ダグダ（声優／飯塚昭三）
魔導アカデミー理事長。見た目はカエルそのもので、人気はディアドラに押され気味。「証」を22,222個集めるとプレイヤーキャラとして使用可能になる。（Ver. 2より）
コンピュータ対戦時には昆虫系モンスターを多用してくるが、プレイヤーの立ち回り方次第では自分自身の足を引っ張る事も多いため、ディアドラに比べて勝利は掴み易い。
ディアラ（Ver. 2から登場）（声優／中島沙樹）
魔導アカデミーに通う、凛々しい面立ちと眼鏡が印象的な女生徒。
ディアドラ校長と深い関わりがあり、彼女から授かった精霊「バルキリー燕」と共にその使命を分かち合う。
他の女性キャラ（ローザ、コッペリア）とは違い、条件クリア時の特典は髪型ではなく眼鏡やブーツ・笛となっている。
ダグリス（Ver. 2から登場）（声優／山口隆行）
ディアラ同様、魔導アカデミーに通う少年。学内では生徒会長を務めている優等生。
明治初頭の維新志士のようなデザインにファンタジー的要素をエッセンスに加えた出で立ちで、得物も洋風の剣ではなく日本刀。
ダグダの影響を受けてか（孫らしい）、時折「ケロケーロ！」と愉快な言葉を発する。
コンピュータ対戦時には彼と縁の深いモンスター「鬼神」によって大きなライフ損失を被る事も多く、戦闘を行う際には注意が必要である。
専用モーション
「隼丸」での戦闘時、通常は木の枝から飛び立って攻撃するが、ダグリスの腕から飛び立って攻撃する。

## 関連商品

### 書籍
- アヴァロンの鍵 魔導アカデミー入門書&カードコンプリートガイド - エンターブレイン 2003年10月24日発売 ISBN 4-7577-1652-4 雑誌コード 61952-30
- アヴァロンの鍵 弐 - 魔導アカデミー入門書 - エンターブレイン 2004年12月24日発売 ISBN 4-7577-2163-3 雑誌コード 61953-07
- アヴァロンの鍵 魔導アカデミー 設定資料ビジュアルファンブック - 新紀元社 2005年3月24日発売 ISBN 4-7753-0370-8
- アヴァロンの鍵 弐 鍵聖戦 魔導の夜明け - エンターブレイン 2005年8月26日発売 ISBN 4-7577-2420-9 雑誌コード 61953-56
- 小説アヴァロンの鍵 鎖された楽園 - ホビージャパン 2006年6月30日発売 ISBN 4-8942-5439-5

### グッズ
セガダイレクト専売のグッズがある。
- アヴァロンの鍵 - 円卓の召喚符 -
- アーケード版のカードを使用するボードゲーム
- アヴァロンの鍵 オリジナル・サウンドトラック - 魔導のシンフォニー -
- アヴァロンの鍵 オフィシャルカードバインダー（販売終了、発売当初はヒットメイカーのオンラインストアHIPSにて販売）
- アヴァロンの鍵 オフィシャルカードバインダー エクスパンション キット（販売終了）
- アヴァロンの鍵 弐 オフィシャルカードバインダー

また、COSPAからタオル、Tシャツ、ウィンドブレーカーが販売されている（タオル以外の商品は販売終了）。
ユージンから2006年2月上旬よりキャラクターフィギュア「トレーディングフィギュアコレクションアヴァロンの鍵 弐」が販売されている。全8種類（数え方により9種類）。

### パソコン向けオンラインゲーム
2008年12月14日、パソコン向けオンラインゲーム『アヴァロンの鍵 ONLINE』の開発が発表された。
開発はGPコアエッジ。
2009年12月4日よりオープンベータテスト、同月10日より正式サービス開始。
2012年7月31日にサービス終了。
アーケード版のカードに加え、いくつかの新規カードも追加された。

### コラボレーション等
Quest of D
コラボレーション企画として、『アヴァロンの鍵』の4種類のモンスター（バルキリー燕、バルキリークララ、ジャンプー、ディアボルガ）が『Quest of D』でもカード化され、同名のカードは双方のゲーム機で相互に使用できる。
CODE OF JOKER
『アヴァロンの鍵』のモンスター7種類（ジャンプー、メガジョー、鬼ブル、クマゴロウ、フィフティニー、ユキ・ダルマン、KP）がユニットとして登場する。

## 公式イベント
開発陣との交流イベント「魔導の世界へようこそ」が、2003年9月13日に開催された第41回アミューズメントマシンショーを皮切りとして、2006年春まで不定期に全国各地で開催された。内容は、開発陣との対戦会、カードトレード、アヴァロンの鍵に関するカルトクイズの出題など。月刊アルカディアによる取材も行われ、誌面にイベントレポートが掲載された。